# Sakshi Maliková
Sakshi Maliková (* 3. září 1992 Rohtak, Harijána) je indická zápasnice a olympionička.

## Kariéra
V roce 2014 získala stříbrnou medaili na hrách Commonwealthu v Glasgow. V roce 2016 získala na Letních olympijských hrách v Riu de Janeiru bronzovou medaili v zápase ve volném stylu (kategorie do 58 kilogramů); stala se tak první indickou ženskou zápasnicí, která získala olympijskou medaili a celkově teprve čtvrtou ženskou olympijskou medailistkou z Indie.